# Miguel Atwood-Ferguson
Miguel Atwood-Ferguson je americký hudebník hrající na violu, housle a violoncello, dále aranžér a hudební producent.
Narodil se v Los Angeles. Jeho prvním nástrojem byly housle, na které začal hrát ve věku čtyř let. V roce 2007 vydal album Fill The Heart Shaped Cup ve spolupráci s producentem Carlosem Niñem. Sólově debutoval v roce 2023 albem Les Jardins Mystiques Vol. 1, vydaným společností Brainfeeder. Album obsahuje 52 písní s celkovou délkou kolem tří a půl hodiny. Během své kariéry spolupracoval s desítkami dalších hudebníků, mezi něž patří například Ray Charles či Lianne La Havas. V roce 2005 hrál na soundtracku k filmu About Face: The Story of the Jewish Refugee Soldiers of World War II (hudbu složil John Cale). Později hrál na Caleově albu M:FANS.

## Diskografie
- Sweet Justice (Sweet Justice, 2004)
- Genius Loves Company (Ray Charles, 2004)
- Three New Songs (Brigette, 2005)
- A Beautiful Lie (30 Seconds to Mars, 2005)
- The Greatest Songs of the Fifties (Barry Manilow, 2006)
- Fill The Heart Shaped Cup (Carlos Niño a Miguel Atwood-Ferguson, 2007)
- Miracle of Five (Eleni Mandell, 2007)
- Revival (Jully Black, 2007)
- Introducing Joss Stone (Joss Stone, 2007)
- Cosmogramma (Flying Lotus, 2010)
- The Beginning (The Black Eyed Peas, 2010)
- Mochilla Presents Timeless (Mulatu Astatke, 2010)
- Pickin' Up the Pieces (Fitz and the Tantrums, 2010)
- The Salesman and the Shark (Sean Rowe, 2012)
- You're Dead! (Flying Lotus, 2014)
- Blood (Lianne La Havas, 2015)
- Choose Your Weapon (Hiatus Kaiyote, 2015)
- Self Taught (Brandon Coleman, 2015)
- M:FANS (John Cale, 2016)
- Instrumentalepathy (The Gaslamp Killer, 2016)
- Flutes, Echoes, It's All Happening! (Carlos Niño & Friends, 2016)
- Drunk (Thundercat, 2017)
- Strength of a Woman (Mary J. Blige, 2017)
- Going Home (Carlos Niño & Friends, 2017)
- Resistance (Brandon Coleman, 2018)
- A Day at United (Mocky, 2018)
- Live at the World Stage (Carlos Niño & Friends, 2018)
- Flamagra (Flying Lotus, 2019)
- To Believe (The Cinematic Orchestra, 2019)
- The Loop (Shafiq Husayn, 2019)
- Ventura (Anderson Paak, 2019)
- It Is What It Is (Thundercat, 2020)
- Wu Hen (Kamaal Williams, 2020)
- Actual Presence (Carlos Niño & Friends, 2020)
- Heart Math (The Gaslamp Killer, 2020)
- Yasuke (Flying Lotus, 2021)
- Fragments (Bonobo, 2022)
- Extra Presence (Carlos Niño & Friends, 2022)
- Not Tight (DOMi & JD Beck, 2022)
- Akousmatikous (Salami Rose Joe Louis, 2023)
- Multitudes (Feist, 2023)
- Trust (Astrid Engberg, 2023)